# Pierre Alain Schnegg
Pour les articles homonymes, voir Schnegg.
Pierre Alain Schnegg, né le 13 décembre 1962 à Bévilard, est une personnalité politique bernoise, membre de l'Union démocratique du centre (UDC). 
Il est membre du Conseil-exécutif (gouvernement) du canton de Berne depuis juillet 2016.

## Biographie
Pierre Alain Schnegg naît le 13 décembre 1962 à Bévilard, dans le Jura bernois. Il est fils d'ouvrier.
Après son école obligatoire à Bévilard et Malleray, il fait un apprentissage d'employé de commerce. Il obtient son CFC en 1981, puis se lance dans des études d'informatique, couronnées en 1985 par un diplôme d'ingénieur HES en informatique de gestion de la Haute École spécialisée bernoise (département technique et informatique, à Bienne). Il obtient plus tard, en 2006, une maîtrise en administration d'affaires (MBA) de l'Université de Genève,.
Déjà cofondateur en 1984 d'une entreprise dans le domaine de la construction de bâtiments agricoles, il travaille en 1986-1987 pour le département microinformatique d'une société horlogère, puis cofonde en 1987 sa propre société de logiciels de gestion. Il la vend en 2014, alors qu'elle compte 145 employés, pour se consacrer à la politique. Toujours en 2014, il est nommé entrepreneur de l'année par Ernst & Young.
Il est par ailleurs vice-président, puis président du conseil d'administration de l'Hôpital du Jura bernois de 2009 à 2016.
Marié à Marcelle Schnegg, il est père de quatre enfants,, dont Naomi Schnegg, élue UDC au Conseil communal de Champoz et au Conseil du Jura bernois,. 
Il habite à Champoz.

## Parcours politique
Membre de l'UDC depuis 2013, il est député au Grand Conseil du canton de Berne du 1er juin 2014 au 30 avril 2016. Il siège à la Commission de la santé et des affaires sociales.
Il est par ailleurs conseiller communal (exécutif) de Champoz en 2015, et membre du Conseil du Jura bernois de 2014 à 2016. Il préside ce dernier du 1er juin 2015 au 31 mai 2016. Il est farouchement opposé à un rattachement de Moutier au canton du Jura.
Il est conseiller d'État du canton de Berne depuis le 1er juillet 2016, à la tête de la Direction de la santé, des affaires sociales et de l'intégration. Il est le premier représentant francophone de l'UDC au gouvernement bernois.